# 튀르키예-쿠르드 분쟁
튀르키예-쿠르드 분쟁(튀르키예어: Türkiye-PKK çatışması)은 튀르키예와 쿠르디스탄 무장 단체들의 분쟁으로, 무장 단체들은 튀르키예로부터 독립적 쿠르디스탄이나 자치권, 혹은 튀르키예 내 쿠르드족의 더욱 확대된 정치적, 문화적 권리를 요구하는 특징을 보인다. 주요 쿠르드 참여 세력은 쿠르디스탄 노동자당(PKK)으로 튀르키예, 나토, 유럽 연합, 미국에 의해 테러리스트로 규정되었다. 많은 군대가 튀르키예의 다양한 지역에서 공격을 행했지만, 주요 활동 구역은 튀르키예 남동쪽이다. 쿠르디스탄 노동자당은 현재 이라크에 주둔하며 튀르키예를 공격하고 있지만, 쿠르드 자치구는 이들을 막을 힘이 없기에 튀르키예가 직접 개입하고 있는 실정이다. 이 분쟁은 튀르키예의 관광업에 영향을 미쳤으며, 경제적으로도 4500억 달러에 이르는 손실을 준 것으로 추정된다. 쿠르디스탄 노동자당은 1978년 11월 27일 설립되어 튀르키예에 대한 공격을 시작했지만, 전체적인 공격은 PKK가 봉기를 선언한 1984년 8월 15일부터 시작되었고 이 분쟁은 1999년 9월 1일에 끝났다. 무장 봉기는 2004년 6월 1일 재개되고, 2011년 여름까지 폭력적인 충돌이 빈번히 발생했다. 2013년 튀르키예 정부와 수감된 PKK 지도자 압둘라 오카란은 쿠르드 문제와 관련된 새로운 과정을 시작했고, 2013년 3월 21일 쿠르드족은 휴전 상태가 되었다.  PKK가 최근 시작한 ISIS에 대한 공세는 많은 정치인들이 PKK가 테러리스트라고 여기게 하는데 기여했다.